# Rayan Helal
Rayan Helal (ur. 21 stycznia 1999 w Saint-Martin-d’Hères) – francuski kolarz torowy, brązowy medalista igrzysk olimpijskich i srebrny medalista mistrzostw świata.

## Kariera
Pierwsze sukcesy w karierze osiągnął w 2017 roku, kiedy zdobył złote medale w sprincie na mistrzostwach świata juniorów i mistrzostwach Europy juniorów. Na rozgrywanych dwa lata później igrzyskach europejskich w Mińsku zdobył srebrne medale w keirinie i sprincie drużynowym. Następnie wywalczył srebro w sprincie drużynowym podczas mistrzostw świata w Roubaix w 2021 roku. Wystartował na igrzyskach olimpijskich w Tokio, gdzie Francuzi w składzie: Florian Grengbo, Sébastien Vigier i Rayan Helal zajęli trzecie miejsce w sprincie drużynowym. Na tej samej imprezie Helal był też dziesiąty w keirinie, a w sprincie indywidualnym zajął 21. miejsce.